# ADO Den Haag in het seizoen 2013/14 (vrouwen)
Het seizoen 2013/2014 is het 7e jaar in het bestaan van de Haagse vrouwenvoetbalclub ADO Den Haag. De club kwam uit in de Women's BeNe League en heeft deelgenomen aan het toernooi om de KNVB beker.

## Wedstrijdstatistieken

### Women's BeNe League
|       | AFC Ajax | RSC Anderlecht | Antwerp FC | Club Brugge | AA Gent | sc Heerenveen | Lierse SK | OH Leuven | PEC Zwolle | PSV/FC Eindhoven | Standard Luik | Telstar | FC Twente |
| ----- | -------- | -------------- | ---------- | ----------- | ------- | ------------- | --------- | --------- | ---------- | ---------------- | ------------- | ------- | --------- |
| Thuis | 3 – 3    | 0 – 1          | 8 – 0      | 1 – 1       | 4 – 2   | 3 – 1         | 3 – 0     | 3 – 0     | 1 – 3      | 2 – 1            | 1 – 0         | 0 – 1   | 1 – 3     |
| Uit   | 2 – 1    | 1 – 4          | 0 – 3      | 2 – 0       | 0 – 4   | 4 – 1         | 2 – 3     | 2 – 0     | 0 – 7      | 1 – 0            | 6 – 1         | 1 – 1   | 2 – 0     |

### KNVB beker
| Achtste finale                            | SC Buitenveldert | 1 – 1 (? – ?) 4 – 3 n.s. | ADO Den Haag |  |
| Plaats: Amsterdam Sportpark Buitenveldert | Onbekend         |                          | Onbekend     |  |

## Statistieken ADO Den Haag 2013/2014

### Eindstand ADO Den Haag Vrouwen in de Women's BeNe League 2013 / 2014
| Stand | Gespeeld | Gewonnen | Gelijk | Verloren | Punten | Doelpunten voor | Doelpunten tegen | Gele kaarten | Rode kaarten |
| ----- | -------- | -------- | ------ | -------- | ------ | --------------- | ---------------- | ------------ | ------------ |
| 6e    | 26       | 12       | 3      | 11       | 39     | 55              | 39               | 7            | 0            |

### Topscorers
| #      | Naam                | Goal |
| ------ | ------------------- | ---- |
| 1.     | Renate Jansen       | 21   |
| 2.     | Lisanne Grimberg    | 11   |
| 3.     | Tessa Oudejans      | 8    |
| 4.     | Lineth Beerensteyn  | 7    |
| 5.     | Kitty Susan         | 4    |
| 6.     | Kim Dolstra         | 1    |
| 6.     | Lucienne Reichardt  | 1    |
| 6.     | Paola van der Veen  | 1    |
| 6.     | Yvette van der Veen | 1    |
| 6.     | Vesna Veltrop       | 1    |
| 6.     | Michelle Vrieling   | 1    |
| Totaal | Totaal              | 58   |

| #      | Naam                              | Goal |
| ------ | --------------------------------- | ---- |
| –      | Onbekend (Tegen SC Buitenveldert) | 1    |
| Totaal | Totaal                            | 1    |

### Kaarten
| #      | Naam                |   |
| ------ | ------------------- | - |
| 1.     | Lineth Beerensteyn  | 1 |
| 1.     | Kim Dolstra         | 1 |
| 1.     | Marleen Joore       | 1 |
| 1.     | Tessa Oudejans      | 1 |
| 1.     | Kitty Susan         | 1 |
| 1.     | Yvette van der Veen | 1 |
| 1.     | Tula de Wit         | 1 |
| Totaal | Totaal              | 7 |

| #      | Naam        |   |
| ------ | ----------- | - |
| –      | Geen speler | 0 |
| Totaal | Totaal      | 0 |

| #      | Naam        |   |
| ------ | ----------- | - |
| –      | Geen speler | 0 |
| Totaal | Totaal      | 0 |